# Stocksfield (civil parish)
Stocksfield – civil parish w Anglii, w hrabstwie Northumberland. Leży 20 km na zachód od miasta Newcastle upon Tyne i 400 km na północ od Londynu. W 2011 civil parish liczyła 3011 mieszkańców. W obszar civil parish wchodzą także Apperley, Broomley, East Apperley, Hindley, Kipperlyn, New Ridley, Old Ridley, Ridley Mill i Stocksfield.